# Earle Hesse Kennard
Pour les articles homonymes, voir Kennard.
Earle Hesse Kennard (2 août 1885 à Columbus en Ohio, États-Unis - 31 janvier 1968 à Claremont en Californie) est un physicien théoricien et un professeur américain. Après s'être intéressé à la mécanique quantique, il s'est spécialisé dans la dynamique des fluides et a travaillé pour le compte de l'United States Navy.

## Biographie
Earle Hesse Kennard est né le 2 août 1885 à Columbus en Ohio, aux États-Unis. Il a étudié au Pomona College puis à l'université d'Oxford grâce à une bourse Rhodes. Il obtient son Ph.D. de l'université Cornell en 1913, où il accomplira la majeure partie de sa carrière scientifique.
Pendant une année sabbatique en 1926 à l'université de Göttingen, il s'intéresse à la mécanique quantique de Werner Heisenberg et Pascual Jordan. Armé de ces connaissances, il donne la première preuve rigoureuse du principe d'incertitude et résout le premier plusieurs problèmes simples de mécanique quantique. La même année, il est nommé professeur de physique à l'université Cornell, où il demeure jusqu'en 1946.
En 1941, il devient consultant à temps partiel au David Taylor Model Basin (en) (DTMB), un laboratoire de modélisation de l'United States Navy. Pendant la période 1946-1949, il est chef du laboratoire d'hydromécanique, puis, de 1950 à 1957, il est chef du laboratoire de mécanique des structures. En 1957, il est conseiller scientifique du commandant en chef du DTMB.
Il prend sa retraite en 1960. Par la suite, il continue à travailler pour le DTMB sous contrat. La majeure partie de son travail pour la Navy a porté sur la dynamique des fluides et la déformation élastique, en particulier sur la théorie des écoulements à potentiel de vitesse, la physique des explosions sous-marines et les vibrations structurelles.

## Publications
- (en) Earle Hesse Kennard, Rate of decay of phosphorescence at low temperatures, Cornell University, 1913 Thèse doctorale
- (en) E. H. Kennard, Kinetic theory of gases, McGraw-Hill, 1938 (OCLC 000537197)
- (en) E. H. Kennard, Irrotational flow of frictionless fluids : mostly of invariable density, Washington, U.S. G.P.O., coll. « David Taylor Model Basin. Research and development report, » (no 2299), 1967
- (en) F. K. Richtmyer, E. H. Kennard et J. N. Cooper, Introduction to modern physics, McGraw-Hill, 1969, 6e éd. (ISBN 0-07-052506-4) La première édition est de Richtmyer, en 1928. Les éditions de 1934, 1942 et 1955 sont co-rédigés avec Kennard, puis avec T. Lauritsen ou J. N. Cooper.